# Dejan Dobardžijev
Dejan Dobardžijev (* 18. September 1976) ist ein serbischer Handballtrainer und ehemaliger -spieler.

## Spielerkarriere
Dobardžijev wurde im Februar 2010 vom verletzungsgeplagten österreichischen Erstligisten HSG Raiffeisen Bärnbach/Köflach verpflichtet. Bevor Dobardžijev in Österreich spielte, war er für Kecskeméti Budapest und AS Saad Beirut aktiv. Mit Beirut gewann er 2009 die asiatische Champions League. In der Saison 2010/2011 spielte Dobardžijev beim norwegischen Erstligisten Oppsal IF, für den er in 14 Spielen 74 Treffer erzielen konnte. Im Jahr 2011 wechselte der Rückraumspieler zum deutschen Drittligisten HSC 2000 Coburg. Dort wurde sein Vertrag nach Ablauf der Saison 2012/13 nicht verlängert. Im Oktober 2013 wurde er vom Drittligisten HF Springe als Ersatz für den verletzten Jannis Fauteck verpflichtet. Im Januar 2014 wechselte er in die 2. Handball-Bundesliga zur HG Saarlouis, wo er einen Vertrag bis zum Saisonende erhielt. Seine aktive Karriere beendete er beim TuS Kirn.

## Trainer
Ab 2015 war er Trainer von Frauen- und Männermannschaften beim TuS Kirn. 2018 wurde er Teil des Trainerteams einer Handballakademie. Zudem trainierte er von 2018 bis 2020 den Oberligisten HSG Kastellaun/Simmern. Seit 2020 ist er Trainer der HSG Hunsrück.

## Sonstiges
Dobardžijev ist verheiratet und Vater von Zwillingen. Er arbeitet als Diplom-Sportlehrer an der privaten Rackow-Schule in Frankfurt.